# Man on the Moon III: The Chosen
Pour les articles homonymes, voir Man on the Moon (homonymie).
Albums de Kid Cudi
Kids See Ghosts
(2018) Entergalactic
(2022)
Man on the Moon III: The Chosen est le septième album studio du rappeur américain Kid Cudi sorti en 2020. 
Cet album vient conclure la trilogie composée de Man on the Moon: The End of Day (2009) et Man on the Moon II: The Legend of Mr. Rager (2010).

## Historique
Le troisième volet de la trilogie Man on the Moon est annoncée en juillet 2020 dans la chanson réunissant Kid Cudi et Eminem, The Adventures of Moon Man & Slim Shady. Dans la conclusion du morceau, Cudi déclare « The trilogy continues ». Kid Cudi confirme officiellement Man on the Moon III en octobre 2020, avec une bande annonce contenant le message « The trilogy continues... soon ». En novembre, il annonce sur Twitter « The music is coming. I promise ».
Le 7 décembre 2020, Kid Cudi publie une bande-annonce et révèle le titre de l'album, la date de sortie et la pochette designée par Sam Spratt. Les clips musicaux des titres Heaven on Earth et She Knows, réalisés par Nabil, sont publiés le lendemain,.

## Liste des titres
| 1. | Beautiful Trip | - Scott Mescudi - Emile Haynie - Oladipo Omishore - Patrick Reynolds - Finneas O'Connell | - Kid Cudi - Emile Haynie - Dot da Genius - Plain Pat - Finneas | 0:37 |
| 2. | Tequila Shots  | - Mescudi - Omishore - David Biral - Denzel Baptiste                                     | - Dot da Genius - Take a Daytrip                                | 3:13 |
| 3. | Another Day    | - Mescudi - Omishore - Biral - Baptiste - Jason Chung                                    | - Dot da Genius - Take a Daytrip - Nosaj Thing                  | 3:19 |
| 4. | She Knows This | - Mescudi - Omishore - Isaac de Boni - Michael Mule - Julian Gramma                      | - Dot da Genius - J Gramm - FnZ                                 | 3:36 |
| 5. | Dive           | - Mescudi - Anthony Kilhoffer - Kevin Parker - Teddy Walton - Aaron Bow                  | - Dot da Genius - Kilhoffer - Walton - Bow                      | 2:28 |

| 6. | Damaged                                 | - Mescudi - Omishore - Biral - Baptiste - Michael Dean                                                   | - Dot da Genius - Take a Daytrip - Mike Dean        | 2:30 |
| 7. | Heaven on Earth                         | - Mescudi - Kilhoffer - DST the Danger                                                                   | - Dot da Genius - Kilhoffer - DST the Danger        | 3:21 |
| 8. | Show Out (featuring Pop Smoke & Skepta) | - Mescudi - Omishore - Reynolds - Joseph Adenuga - Bashar Jackson - Everett Romano - Christopher Justice | - Dot da Genius - Plain Pat - Gravez - Heavy Mellow | 2:54 |
| 9. | Mr. Solo Dolo III                       | - Mescudi - Omishore - Reynolds - Nicholas Britell                                                       | - Kid Cudi - Dot da Genius - Plain Pat              | 4:02 |

| 10. | Sad People                            | - Mescudi - Omishore - Biral - Baptiste                                                   | - Dot da Genius - Take a Daytrip                      | 2:56 |
| 11. | Elsie's Baby Boy (Flashback)          | Mescudi                                                                                   | - Kid Cudi - Dot da Genius - Mast                     | 3:59 |
| 12. | Sept. 16                              | - Mescudi - Omishore - Reynolds - Haynie - O'Connell                                      | - Dot da Genius - Plain Pat - Haynie - Finneas        | 4:09 |
| 13. | The Void                              | - Mescudi - Dean                                                                          | - Kid Cudi - Mike Dean - Dot da Genius                | 5:25 |
| 14. | Lovin' Me (featuring Phoebe Bridgers) | - Mescudi - Omishore - Rami Eadeh - Ryan Vojtesak - William J. Sullivan - Phoebe Bridgers | - Dot da Genius - Charlie Handsome - Sullivan - Ramii | 2:45 |

| Act IV: Powers | Act IV: Powers                            | Act IV: Powers                                                                                                | Act IV: Powers                                      | Act IV: Powers | Act IV: Powers | Act IV: Powers | Act IV: Powers | Act IV: Powers | Act IV: Powers |
| No             | Titre                                     | Auteur | Producteurs                                         | Durée          |                |                |                |                |                |
| -------------- | ----------------------------------------- | --- | --------------------------------------------------- | -------------- | -------------- | -------------- | -------------- | -------------- | -------------- |
| 15.            | The Pale Moonlight                        | - Mescudi - Omishore - Mast - Eadeh                                                                           | - Dot da Genius - Mast - Ramii                      | 2:56           |                |                |                |                |                |
| 16.            | Rockstar Knights (featuring Trippie Redd) | - Mescudi - Omishore - Biral - Baptiste - Dean - Ebony Oshunrinde - Julius Alexander-Brown - Michael White II | - Dot da Genius - WondaGurl - Take a Daytrip - Dean | 3:51           |                |                |                |                |                |
| 17.            | 4 Da Kidz                                 | - Mescudi - Omishore - Biral - Baptise - Oshunrinde - Dean                                                    | - Dot da Genius - WondaGurl - Take a Daytrip - Dean | 3:04           |                |                |                |                |                |
| 18.            | Lord I Know                               | - Mescudi - Omishore - Biral - Baptiste - Dean - Vincent Goodyer                                              | - Dot da Genius - Take a Daytrip - 18yoman - Dean   | 3:32           |                |                |                |                |                |
| 58:37          |                                           | |                                                     |                |                |                |                |                |                |